# アウトテイク
アウトテイク（outtake）とは、映画や音楽で最終編集のなされた完成版で使われなかったシーンやショットなどを指す。

## 映画
残り物フィルムで "Leftover footage" とも言う。使用しない理由は、質の悪さや長さ、あるいは試写会での反応のためであり、またシーン撮影中に思い描いたのとは違った解決法が編集で見つかるためでもある。
より厳密な用法として、しばしばアウトテイクは映画のファイナル・カット（最終版）から削除されるカットをいう。また、アウトテイクはディレクターズ・カットの素材になったり、DVD商品の素材としても再利用される。
アウトテイクをエンドクレジットとして作品に取り入れた例として、『グレートスタントマン』（1978年）、『チャンス』(1979年)などがある。

## 音楽
映画同様に、最終的に使用されなかった演奏やトラックをアウトテイクと呼ぶ。
最終版に使用されなかった素材も、後年になって日を見るケースもある。しかしデモなどと同じく、海賊版として流通してしまうことも多い。
アウトテイクが発売されるケースとして、リミックスする際の使用、1曲分の素材が揃う場合はミキシングを行ってコンピレーション・アルバムや過去の作品のリイシューに収録、などが挙げられる。
レコーディングしたが歌手が引退を決めたり、方向性が合わなかったりして世にでなかった作品もある。